# Engels taalpurisme
Engels taalpurisme is het sociolinguïstische fenomeen van taalzuivering in het Engels.

## Renaissance

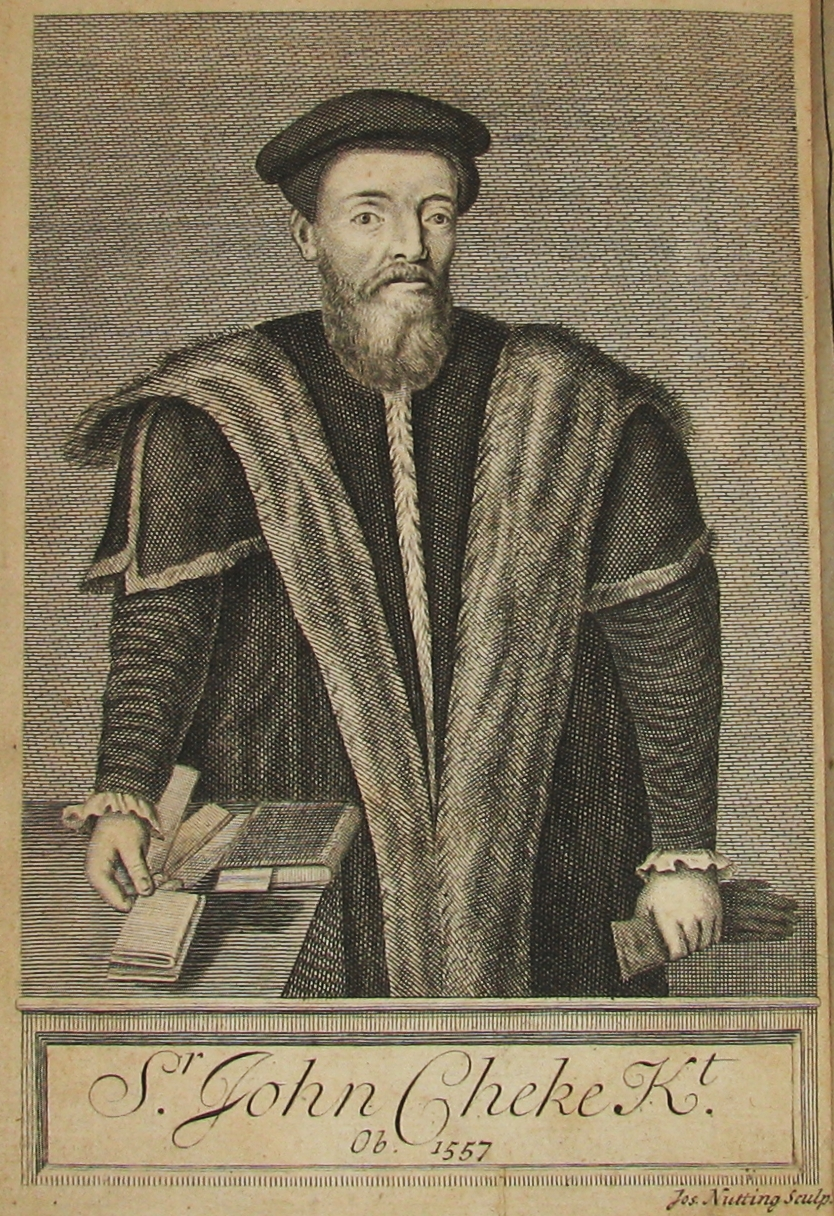
John Cheke

Het Engels heeft nooit een noemenswaardige taalpuristische stroming gekend. Toen met de komst van de renaissance en het humanisme de volken van West-Europa interesse kregen voor het cultiveren van hun moedertaal, was het Engels al zozeer doordrongen van allerhande vreemde woorden dat vrijwel onmogelijk was geworden om de woordenschat nog van vreemde invloeden te zuiveren.
Waar de andere Germaanse talen voor veel wetenschapstakken een eigen nomenclatuur hebben, maakt het Engels vooral gebruik van de Latijnse of de Griekse leenwoorden. Alle andere Germaanse talen hebben bijvoorbeeld eigen namen voor termen uit de geneeskunde. Taalpuristische neologismen als alvleesklier en longontsteking in het Nederlands, Bauchspeicheldrüse en Lungenentzündung in het Duits of bugspytkirtel en lungebetændelse in het Deens bestaan gewoonweg niet in het Engels. Men is er alleen met de Griekse termen pancreas en pneumonia bekend.
Toch is er in de renaissance ook in Engeland een kleine puristische stroming geweest. Toen men Engels als wetenschapstaal ging gebruiken, was er een groep taalbouwers die veeleer eigen woorden wilde vormen dan domweg letterlijk de Latijnse en Griekse woordstammen over te nemen. Deze strijd staat in de Engelse taalgebied bekend als de Inkhorn Controversy. 
Geleerden als Thomas Elyot verkozen om zich van een internationale terminologie te bedienen, terwijl anderen zoals John Cheke de Griekse en Latijnse woorden als inktpottermen bestempelden en poogden meer Engelse woorden in de wetenschapstaal binnen te loodsen. Hoewel enkele van hun woorden het gehaald hebben, werd het pleit beslecht in het voordeel van de internationalisten. Dikwijls kwamen in de taalpuristische nieuwvormingen van de 16e-eeuwse Engelse taalbouwers overigens zelf al exogene taalelementen voor.

## Romantiek

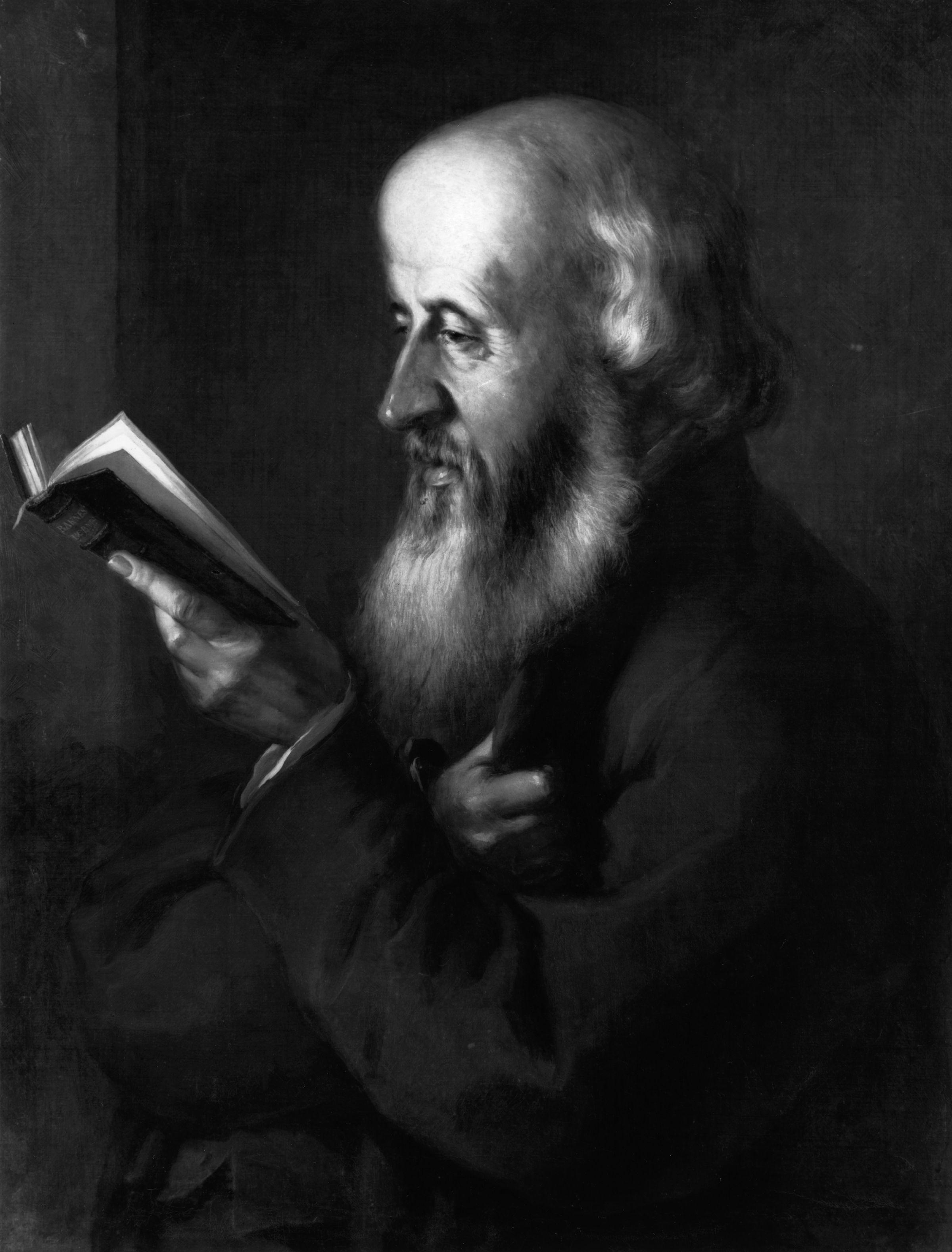
William Barnes

Na de renaissance zijn nog regelmatig klaagzangen te horen geweest over de toevloed van vreemde woorden in het Engels, maar het is wachten totdat in de 19e eeuw de romantische stroming op gang komt, voordat er opnieuw een kleine taalpuristische beweging ontstaat. Vooral de Britse dichter William Barnes deed enkele vruchteloze pogingen om het Engels alsnog van vreemde smetten te vrijwaren. Hij bedacht ter vervanging van de woorden astronomy ‘sterrenkunde’, embassy ‘ambassade’, enthusiasm ‘enthousiasme’ en grammar ‘spraakkunst’ de woorden starcraft, statespell, faith-heat en speechlore.
Ook wilde hij verouderde Engelse erfwoorden nieuw leven inblazen. Zo wilde hij de woorden agriculture ‘landbouw’, beauty ‘schoonheid’ en merchant ‘koopman’ door de archaïsmen earthtillage, fairhood en chapman vervangen. Al die leenwoorden waren op dat ogenblik al lang volledig ingeburgerd in het Engels en geen enkele van de taalpuristische bedenksels van William Barnes heeft ooit ingang gevonden in de omgangstaal.
Als men het in de Angelsaksische wereld over puristen heeft, verwijst men overigens meestal naar mensen die overdreven veel belang hechten aan grammatica. Voor het Engels zijn in de loop van de 18e eeuw immers enkele zeer rigide spraakkunsten geschreven, die zich maar weinig aantrekken van het eigenlijke gesproken Engels. Veel van die 18e-eeuwse sjibbolets worden vandaag nog steeds door sommige taalgebruikers in ere gehouden. Zo wordt bijvoorbeeld het in de spreektaal lang verdwenen verschil tussen who ‘wie’ en whom nog steeds kunstmatig in stand gehouden. Ten slotte wordt vooral in Groot-Brittannië door taalpuristen ook dikwijls geklaagd over het veramerikaansen van het Engels in uitspraak en woordgebruik.